# Мегсит

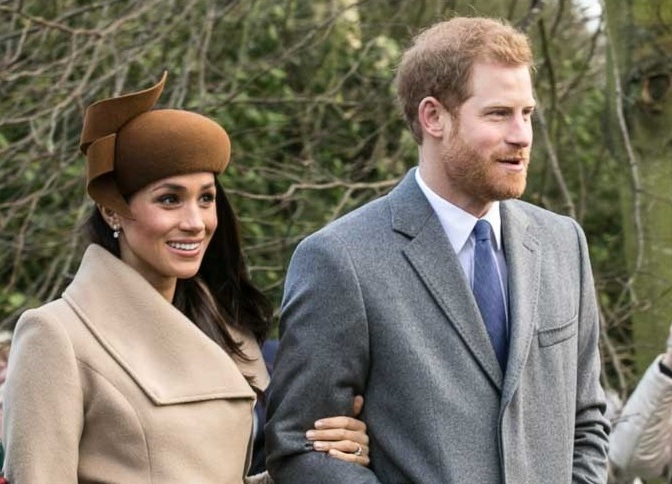
Меган Маркл и принц Гарри в Рождество 2017 года в Сандрингеме

Выход герцогов Сассекских из королевской семьи, сокращенно Ме́гсит (англ. Megxit: от Meghan (Меган Маркл) + exit (выход) ― отказ принца Гарри, герцога Сассекского, и его супруги, Меган, герцогини Сассекской, от исполнения обязанностей британской королевской семьи.
8 января 2020 года принц Гарри, герцог Сассексский, и Меган, герцогиня Сассексская, объявили о своем решении в Instagram. Это событие получило название «Мегсит» и стало популярным во всем мире в мейнстриме и социальных сетях, породив различные интернет-мемы, а также продажу различной атрибутики с названием Мегсит.
13 января 2020 года королевская семья провела так называемый Сандрингемский саммит. Королева Елизавета II сделала заявление о своей семье. 18 января было объявлено о соглашении, согласно которому супруги больше не будут работать членами британской королевской семьи.
Термин был добавлен в словарь Collins English в качестве топ-10 слов 2020 года. 19 февраля 2021 года Букингемский дворец подтвердил, что герцог и герцогиня откажутся от своего королевского покровительства, поскольку они не вернутся в качестве работающих членов королевской семьи. Мегсит стал означать разрыв пары с королевской семьёй и её протоколом, а также их планы по обретению независимости под своим новым брендом, который тогда условно назывался Sussex Royal.

## Этимология
Первое использование заголовка Мегсит 9 января 2020 года приписывают британской газете The Sun. BBC News прокомментировал, что термин «Сассексит» также пользовался популярностью в социальных сетях, но не достиг такого уровня использования, как Мегсит в основных СМИ. Появились альтернативные термины, но они также не прижились. К 15 января этот термин стал настолько распространённым, что в продаже стали появляться товары (одежда и сувениры) с ним.
К 28 января 2020 года этот термин стал настолько распространенным, что газета Financial Times опубликовала статью для специалистов по налогообложению под названием «Что делать, если ваш клиент хочет совершить Мегсит?», а журнал Vanity Fair сообщил о Мегсит-шутке актёра Брэда Питта на 73-й церемонии вручения кинопремии Британской академии.

## Мотивация
Сразу после заявления в январе 2020 года журналист Том Брэдби утверждал, что во время шестинедельных рождественских каникул на острове Ванкувер в Канаде, Сассексам сообщили, что они не будут являться частью предлагаемой «уменьшенной монархии». Другие поднятые проблемы включали предполагаемое продолжающееся враждебное обращение со стороны некоторых британских таблоидов и предполагаемые проблемы расизма по отношению к Меган. Газета The Guardian сообщила, что принц Гарри, похоже, «возложил всю вину на прессу». В телевизионном интервью Опре Уинфри в марте 2021 года Меган и Гарри заявили, что Мегсит был вызван тем, что они не получили помощи, которую ждали от королевского истеблишмента.

## Соглашение Мегсита
Газета The Times размышляла о том, приведет ли Сандрингемский саммит к «Жесткому мегситу» или «Мягкому Мегситу». После встречи королева выступила с заявлением от первого лица, заключив, что было достигнуто соглашение о переходном периоде, в течение которого Сассексы будут проводить время в Канаде и Великобритании. Проведя в Канаде чуть меньше четырех месяцев, Гарри и Меган вместе с сыном переехали в Соединённые Штаты.

### Окончательное соглашение
В заявлении Мегсита был указан крайний срок завершения соглашения ― Весна 2020, конкретные известные детали заключаются в следующем:

#### Основные детали
- Пара больше не будет представлять королеву.
- Они сохранят звание Королевского высочества, но не будут использовать его[57][58].
- Они будут финансово независимы от британского казначейства и налогоплательщиков (и возместят расходы на реконструкцию Фрогмора в размере 2,4 миллиона фунтов стерлингов).
- Принц Гарри перестанет выполнять обязанности по всем британским военным назначениям (включая генерал-капитана королевской морской пехоты) и больше не будет официально представлять королевскую семью на военных церемониях[55][59][60] .

#### Другие детали
- Большую часть времени супруги проведут в Северной Америке.
- Фрогмор-коттедж будет продолжать функционировать как их британская резиденция, но они будут платить за него арендную плату.
- Пара сохранит за собой частные покровительства и ассоциации (например, Invictus Games), но не королевские (например, посол молодёжи от Содружества)[60].
- Принц Чарльз будет продолжать оказывать им финансовую поддержку.

### Дальнейшие события
Газета The Times сообщила, что Меган подписала контракт с Disney на озвучивание, заявив, что «Эта договоренность намекает на будущую жизнь пары, использующей свой статус знаменитости в интересах избранных ими целей». Портал Business Insider написал: «Мегсит, как Гарри и Меган могли бы построить бренд стоимостью в миллиард долларов.»
19 января 2020 года стало известно, что принц Чарльз предоставит супругам финансовую поддержку на целый год, чтобы дать супругам время устроиться в новых условиях и устранить опасения по поводу возросших расходов на их предполагаемый новый образ жизни. Позже Гарри утверждал, что они были «финансово отрезаны» после переезда в США, и он был в состоянии обеспечить семью за счет денег, которые он унаследовал от своей матери. Она оставила ему 6,5 миллиона фунтов, которые были инвестированы и набрали значительные проценты. Кроме того, примерно 10 миллионов фунтов были подарены Гарри на его 30-летие.
21 января 2020 года премьер-министр Канады Джастин Трюдо снова отказался сообщить, кто будет оплачивать расходы на безопасность после того, как Гарри вернется в Канаду. Канадская пресса подтвердила, что Гарри, Меган и их сын Арчи остановились в особняке к северу от Виктории, Британская Колумбия.
14 февраля 2020 года стало известно, что супруги решили закрыть свой офис в Букингемском дворце, что привело к отстранению по меньшей мере 15 сотрудников.
19 февраля 2020 года было объявлено, что супруги будут продолжать исполнять королевские обязанности до 31 марта, после чего прекратят их. Супруги продолжат работать от имени организаций, с которыми они были связаны, включая Лондонский марафон 2020 года в апреле и Игры Invictus Games в мае (хотя последние два мероприятия были отложены на октябрь 2020 и 2021 годов соответственно из-за пандемии COVID-19). Они перестанут использовать свои титулы HRH, в то время как герцог сохранит свои военные звания. Затем ситуация будет пересмотрена через двенадцать месяцев, в марте 2021 года.
21 февраля 2020 года супруги подтвердили, что не будут использовать бренд Sussex Royal . Пресс-секретарь пары добавил, что они будут продолжать работать со своими существующими патронажами в дополнение к созданию некоммерческой организации.
27 февраля 2020 года Билл Блэр, канадский министр общественной безопасности и готовности к чрезвычайным ситуациям, объявил, что они прекратят обеспечивать безопасность этой пары 31 марта в соответствии с изменением их статуса. В том же заявлении было подтверждено, что Королевская канадская конная полиция обеспечивала безопасность пары по мере необходимости с момента их прибытия в Канаду в ноябре 2019 года.
В конце марта 2020 года стало известно, что пара переехала в Соединенные Штаты. В ответ на комментарии президента США Дональда Трампа о том, что правительство США не будет оплачивать их безопасность, представитель пары заявил, что у них нет планов просить у правительства США об охране. В первые месяцы пребывания пары в Калифорнии Тайлер Перри предоставил им безопасный дом (в Беверли-Хиллз), пока они не составили план переезда. Позднее американская частная охранная фирма «Гэвин де Беккер и партнеры» получила контракт на обеспечение безопасности супругов.
30 марта 2020 года пара объявила, что больше не будет использовать ни свой аккаунт в Instagram, ни веб-сайт. Кроме того, сообщалось, что после закрытия их офиса в Букингемском дворце новая команда будет управлять общественным имиджем пары.
6 апреля 2020 года стало известно, что супруги начали оформлять документы в США для новой некоммерческой организации, которая будет называться Арчуэлл (в честь их сына Арчи и греческого слова archē).
20 апреля 2020 года герцог и герцогиня объявили, что больше не будут сотрудничать с британскими таблоидами, включая Daily Mail, The Sun, Daily Mirror и Daily Express.
В июле 2020 года герцог и герцогиня купили особняк в Монтесито, штат Калифорния, с намерением сделать его своим семейным домом. В сентябре 2020 года герцог полностью окупил расходы на реконструкцию коттеджа Фрогмор, оценив их в 2,4 миллиона фунтов стерлингов В ноябре и декабре 2020 года сообщалось, что его кузина принцесса Евгения и её муж Джек Бруксбанк переехали в коттедж Фрогмор в Хоум-Парке, Виндзор, после шестинедельного пребывания.
15 февраля 2021 года канал Си-би-эс сообщил, что герцог и герцогиня Сассекские дадут интервью Опре Уинфри. Меган обсудила с Уинфри вступление в жизнь королевской семьи, брак, материнство, благотворительность и то, как она справляется с жизнью под сильным общественным давлением. Принц Гарри присоединялся к ним, чтобы поговорить об их переезде в Соединенные Штаты и их надеждах и мечтах о своей жизни.
В апреле 2021 года данные, полученные после подачи запроса в соответствии с Законом о свободе информации, показали, что Управление шерифа округа Санта-Барбара занималось звонками, записанными как телефонные запросы, срабатывания сигнализации и имущественные преступления в период с июля 2020 года по февраль 2021 года, все из которых были связаны с проблемами безопасности супругов в их резиденции в Монтесито.